# Laphystia martini
Laphystia martini är en tvåvingeart som beskrevs av Wilcox 1960. Laphystia martini ingår i släktet Laphystia och familjen rovflugor. Inga underarter finns listade i Catalogue of Life.